# میریام زوهار
میریام زوهار (عبری: מרים זוהר‎؛ زادهٔ ۱۶ اکتبر ۱۹۳۱) بازیگر اهل اسرائیل است.
وی همچنین برندهٔ جوایزی همچون جایزه اسرائیل شده‌است.